# Meadowview (Virginia)
 Meadowview è una città degli Stati Uniti d'America della contea di Washington, nello Stato della Virginia.

## Storia
La comunità di Meadowview aveva il nome di Meadow View (due parole distinte) fino agli anni trenta. Il primo colono fu James Glenn, che acquistò la terra nel 1783.  Vi sono teorie diverse riguardo all'origine del nome della comunità. Alcuni ritengono che esso derivi dal nome originale dei monti Meadow, il nome dei vicini monti Whitetop, sulla mappa del 1749 di Peter Jefferson. Un'altra spiegazione è che William Campbell Edmondson abbia chiamato la sua residenza, oggi Edmondson Hall, Edmondson's Meadow in omaggio ai bei verdi prati che la circondavano. Fino all'arrivo della ferrovia, nel 1856, il villaggio era piccolo e lontano. Con l'arrivo del treno nacquero a Meadowview magazzini e un centro di smistamento delle mandrie, prodotti e beni da spedire dappertutto nella zona orientale degli Stati Uniti. La città rimase indaffarata e attiva fino agli anni 50.  Oggi Meadowview è fondamentalmente una città residenziale.

## Attività
A Meadowview la American Chestnut Foundation conduce ricerche per lo sviluppo di castagne americane (Castanea dentata) resistenti al parassita Cryphonectria parasitica.